# Хумбан-Хапуа
Хумбан-Хапуа (д/н — бл. 645 до н. е.) — цар Еламу близько 647—645 років до н. е.

## Життєпис
Походження достеменно невідоме. під час вторгнення ассирійців до Едаму близько 647 року до н. е. оголосив себе царем, прийнявши ім'я напівміфічного царя Хумбан-Хапуа, що мешкав у XXVII ст. до н. е. Тому низка дослідників рахує його як Хумбан-Хапуа II.
Вів боротьбу проти інших претендентів — Хумбан-нікаша III, Індатту III, що оголосили себе царями. Відомостей про це обмаль. Вважається, що очолював оборону в гірській фортеці Салатар, яка впала близько 654 року до н. е.